# Saint-Michel-de-Chabrillanoux
Pour les articles homonymes, voir Saint-Michel.
Saint-Michel-de-Chabrillanoux est une commune française, située dans le département de l'Ardèche en région Auvergne-Rhône-Alpes.

## Géographie

### Situation et description
Située dans la vallée de l'Eyrieux, la commune est rattachée à la communauté d'agglomération Privas Centre Ardèche.

### Climat
En 2010, le climat de la commune est de type climat méditerranéen altéré, selon une étude du CNRS s'appuyant sur une série de données couvrant la période 1971-2000. En 2020, Météo-France publie une typologie des climats de la France métropolitaine dans laquelle la commune est dans une zone de transition entre le climat de montagne et le climat méditerranéen et est dans la région climatique  Moyenne vallée du Rhône, caractérisée par un bon ensoleillement en été (fraction d’insolation > 60 %), une forte amplitude thermique annuelle (4 à 20 °C), un air sec en toutes saisons, orageux en été, des vents forts (mistral), une pluviométrie élevée en automne (250 à 300 mm). 
Pour la période 1971-2000, la température annuelle moyenne est de 11,4 °C, avec une amplitude thermique annuelle de 17,3 °C. Le cumul annuel moyen de précipitations est de 1 073 mm, avec 7,3 jours de précipitations en janvier et 5,3 jours en juillet. Pour la période 1991-2020, la température moyenne annuelle observée sur la station météorologique de Météo-France la plus proche, « Gluiras Rad », sur la commune de Gluiras à 6 km à vol d'oiseau, est de 11,2 °C et le cumul annuel moyen de précipitations est de 1 201,5 mm,. Pour l'avenir, les paramètres climatiques de la commune estimés pour 2050 selon différents scénarios d'émission de gaz à effet de serre sont consultables sur un site dédié publié par Météo-France en novembre 2022.

### Hydrographie
La commune est traversée par l'Eyrieux.

### Voies de communication

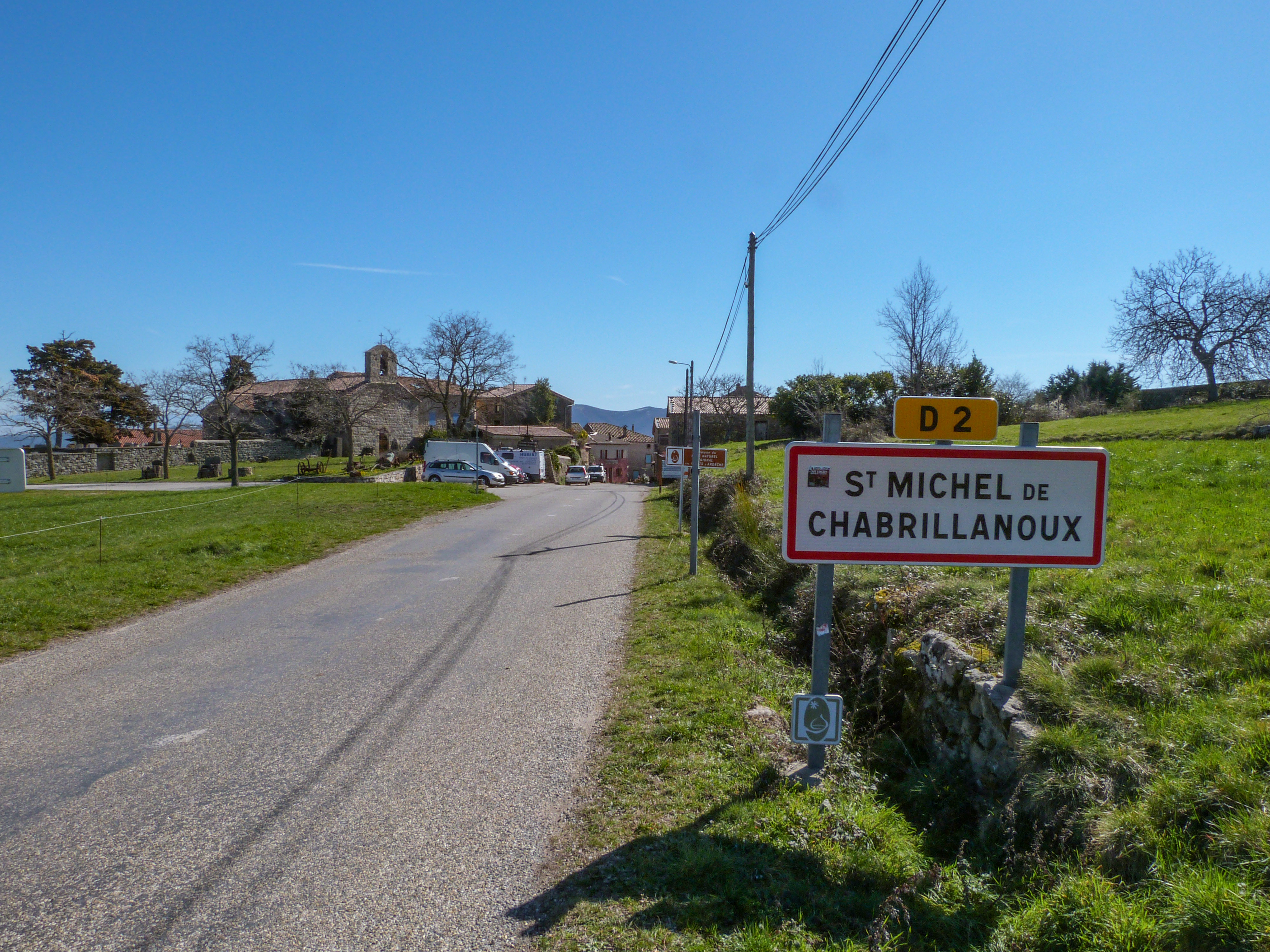
Entrée dans le village.

Le centre du village est traversé par la départementale D2, reliant Les Ollières-sur-Eyrieux et Vernoux-en-Vivarais.

## Urbanisme

### Typologie
Au 1er janvier 2024, Saint-Michel-de-Chabrillanoux est catégorisée commune rurale à habitat très dispersé, selon la nouvelle grille communale de densité à 7 niveaux définie par l'Insee en 2022.
Elle est située hors unité urbaine et hors attraction des villes,.

### Occupation des sols
L'occupation des sols de la commune, telle qu'elle ressort de la base de données européenne d’occupation biophysique des sols Corine Land Cover (CLC), est marquée par l'importance des forêts et milieux semi-naturels (64,3 % en 2018), une proportion sensiblement équivalente à celle de 1990 (64,7 %). La répartition détaillée en 2018 est la suivante : 
forêts (64,3 %), zones agricoles hétérogènes (18,3 %), prairies (17,2 %), zones urbanisées (0,2 %).
L'évolution de l’occupation des sols de la commune et de ses infrastructures peut être observée sur les différentes représentations cartographiques du territoire : la carte de Cassini (XVIIIe siècle), la carte d'état-major (1820-1866) et les cartes ou photos aériennes de l'IGN pour la période actuelle (1950 à aujourd'hui).

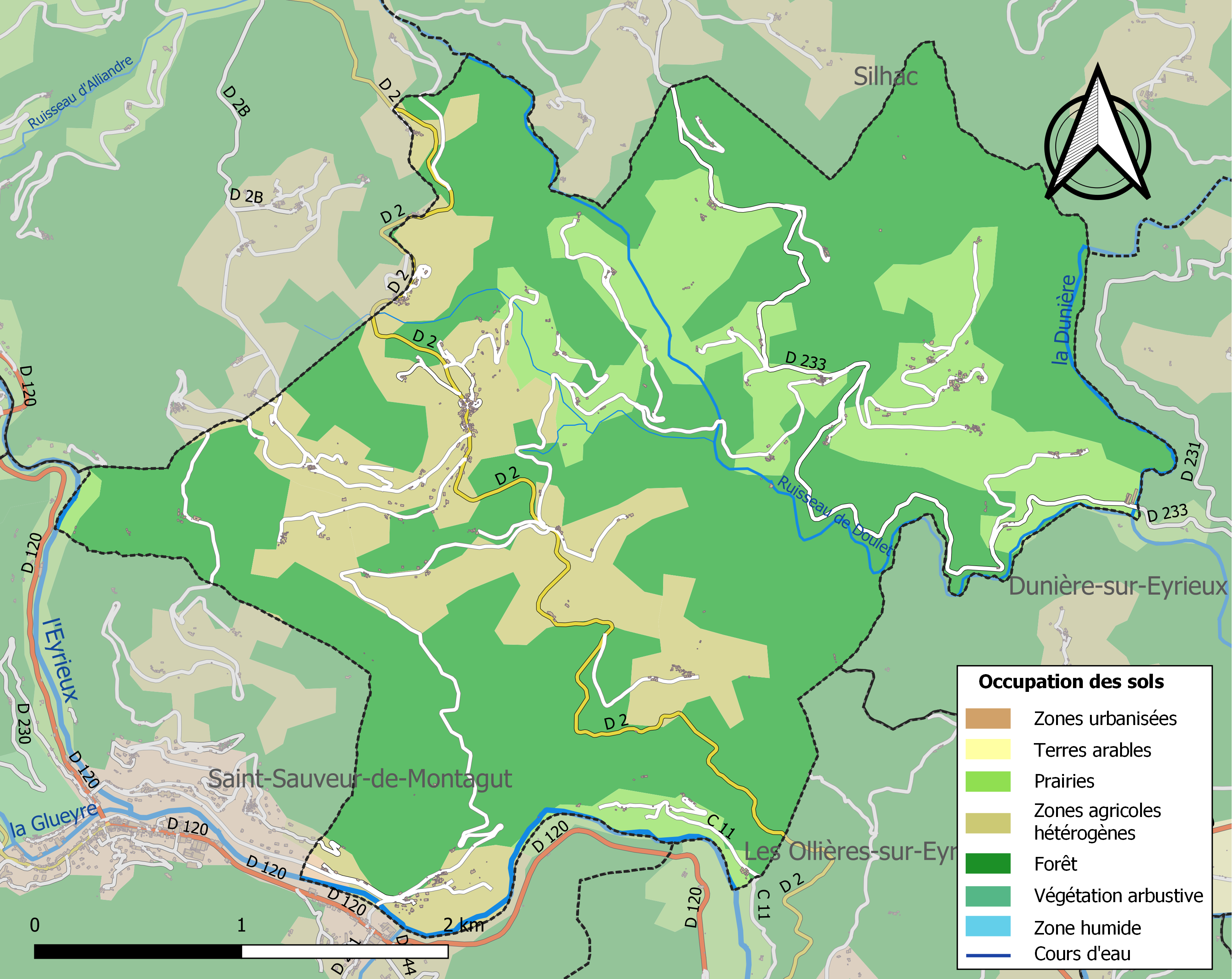
Carte des infrastructures et de l'occupation des sols de la commune en 2018 (CLC).

### Lieux-dits, hameaux et écarts
La commue de Saint-Michel-de-Chabrillanoux compte 24 lieux-dits et hameaux : Roves, Bonnet, Champ, Bas Praly, Lacour, les Peyres, la Combe, les Issards, la Chareyre, la Grangette, Viazac, Vaneilles, les Buffes, l'Hubac, l Verdayer, les Salhrens, la Ville, Boucharnoux, le Buisson, Issantouans, les Peyrets, le Cournier, Chautelot, Conjols.

### Risques naturels

#### Risques sismiques
L'ensemble du territoire de la commune de Saint-Michel-de-Chabrillanoux est situé en zone de sismicité no 2 (sur une échelle de 5), comme la plupart des communes situées sur le plateau et la montagne ardéchoise, mais non loin de la zone de sismicité no 3 située à l'est du département et plus précisément aux abords de la vallée du Rhône.
| Type de zone | Niveau           | Définitions (bâtiment à risque normal) |
| ------------ | ---------------- | -------------------------------------- |
| Zone 2       | Sismicité faible | accélération = 1,1 m/s2                |

## Toponymie
Chabrillanoux est un diminutif de Chabrillan (cf. commune de la Drôme). Selon le toponymiste occitan Jacques Astor, Chabrillan vient du latin caprinus/caprius, "de chèvre, caprin", déformé en Caprilius, sans doute un nom de personne gallo-romaine.

## Histoire
Le  nom de Saint-Michel-de-Chabrillanoux est  attesté dès 1414[réf. nécessaire]. 

## Politique et administration

### Liste des maires

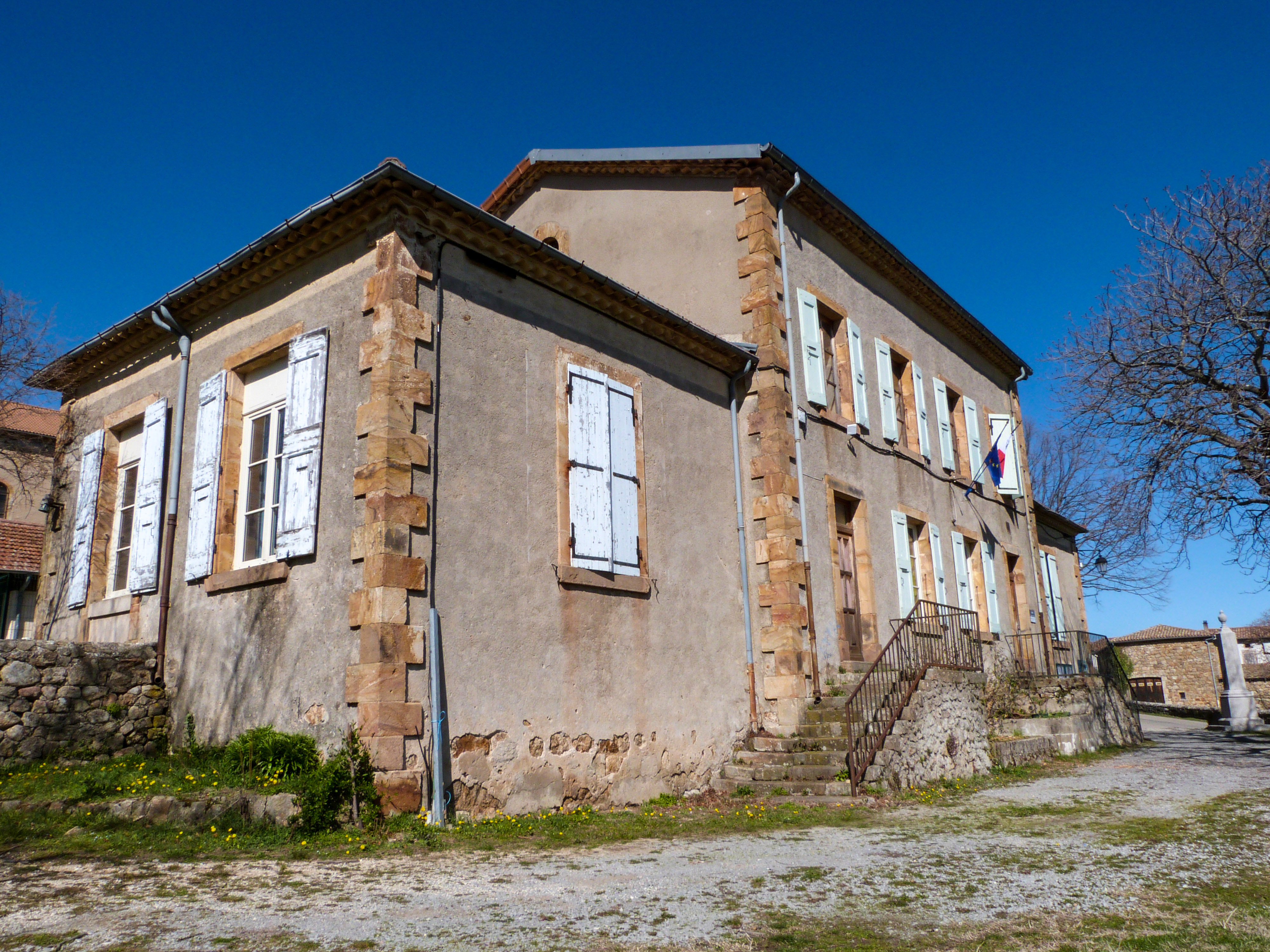
La mairie.

| Période                                  | Période                   | Identité              | Étiquette | Qualité |
| ---------------------------------------- | ------------------------- | --------------------- | --------- | ------- |
| Les données manquantes sont à compléter. |                           |                       |           |         |
| avant 1988                               | 1995                      | Christian Chapus      |           |         |
| juin 1995                                | mars 2001                 | Jean-Michel Méallarès | PCF       |         |
| mars 2001                                | 2014                      | Jean-Louis Vidil      |           |         |
| 2014                                     | 2020                      | Estelle Alonzo        | DVG       | Cadre   |
| 2020                                     | En cours (au 6 août 2020) | Gilles Lebre          |           |         |

## Population et société

### Démographie
L'évolution du nombre d'habitants est connue à travers les recensements de la population effectués dans la commune depuis 1793. Pour les communes de moins de 10 000 habitants, une enquête de recensement portant sur toute la population est réalisée tous les cinq ans, les populations de référence des années intermédiaires étant quant à elles estimées par interpolation ou extrapolation. Pour la commune, le premier recensement exhaustif entrant dans le cadre du nouveau dispositif a été réalisé en 2005.

En 2022, la commune comptait 405 habitants, en évolution de +12,81 % par rapport à 2016 (Ardèche : +2,48 %, France hors Mayotte : +2,11 %).
| 1793 | 1800 | 1806 | 1821 | 1831 | 1836  | 1841  | 1846  | 1851  |
| ---- | ---- | ---- | ---- | ---- | ----- | ----- | ----- | ----- |
| 816  | 968  | 962  | 916  | 977  | 1 009 | 1 011 | 1 068 | 1 075 |

| 1856  | 1861  | 1866  | 1872  | 1876 | 1881 | 1886 | 1891 | 1896 |
| ----- | ----- | ----- | ----- | ---- | ---- | ---- | ---- | ---- |
| 1 095 | 1 032 | 1 089 | 1 011 | 966  | 959  | 931  | 986  | 896  |

| 1901 | 1906 | 1911 | 1921 | 1926 | 1931 | 1936 | 1946 | 1954 |
| ---- | ---- | ---- | ---- | ---- | ---- | ---- | ---- | ---- |
| 826  | 813  | 773  | 692  | 676  | 607  | 622  | 582  | 519  |

| 1962 | 1968 | 1975 | 1982 | 1990 | 1999 | 2005 | 2006 | 2010 |
| ---- | ---- | ---- | ---- | ---- | ---- | ---- | ---- | ---- |
| 479  | 379  | 274  | 250  | 238  | 270  | 336  | 340  | 364  |

| 2015 | 2020 | 2022 | - | - | - | - | - | - |
| ---- | ---- | ---- | - | - | - | - | - | - |
| 364  | 404  | 405  | - | - | - | - | - | - |

### Enseignement
La commune est rattachée à l'académie de Grenoble.

### Médias
Deux organes de presse écrite de niveau régional sont distribués dans la commune :
- L'Hebdo de l'Ardèche

Il s'agit d'un journal hebdomadaire français basé à Valence et diffusé à Privas depuis 1999. Il couvre l'actualité pour tout le département de l'Ardèche.
- Le Dauphiné libéré

Il s'agit d'un journal quotidien de la presse écrite française régionale distribué dans la plupart des départements de l'ancienne région Rhône-Alpes, notamment l'Ardèche. La commune est située dans la zone d'édition du centre-Ardèche (Privas).

### Cultes

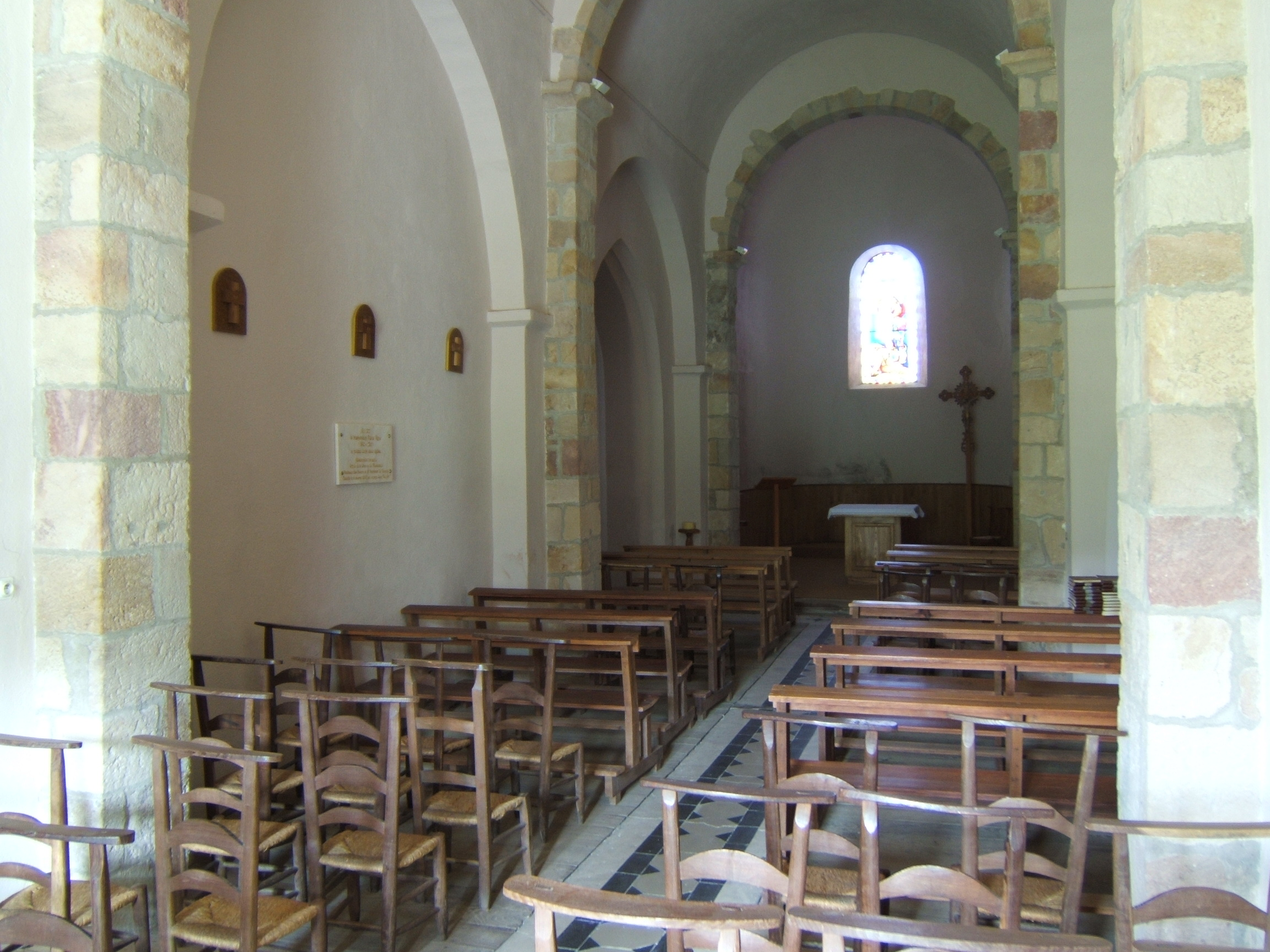
Intérieur de l'église du village.

L'église (propriété de la commune) et la communauté catholique de Saint-Michel-de-Chabrillanoux sont rattachées à la paroisse catholique de « Sacré Cœur en Val d’Eyrieux », elle même rattachée au diocèse de Viviers.

## Culture locale et patrimoine

### Lieux et monuments
- Église Saint-Michel de Saint-Michel-de-Chabrillanoux.
- Temple protestant de Saint-Michel-de-Chabrillanoux.

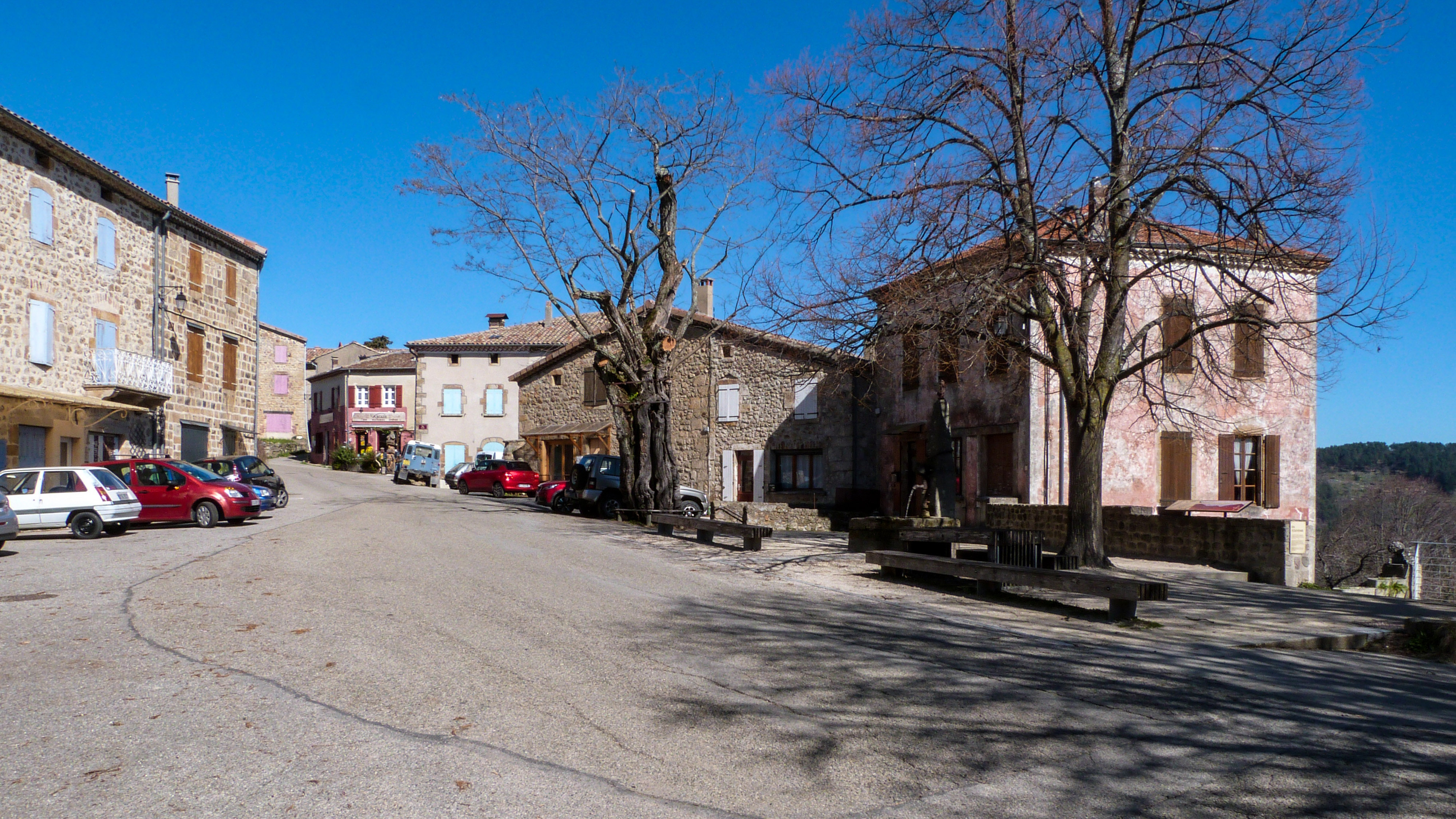
La place du village.
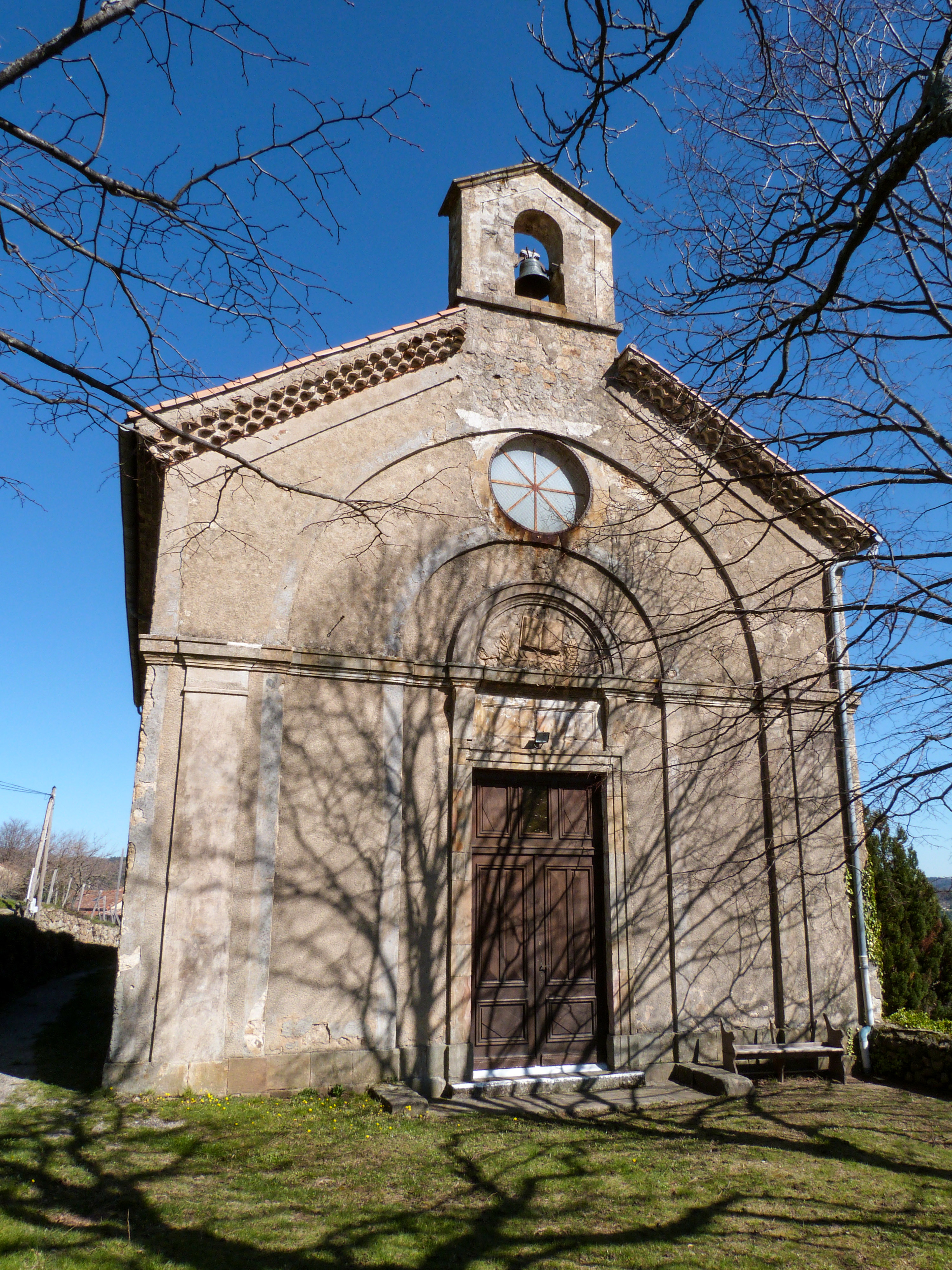
Le temple protestant.
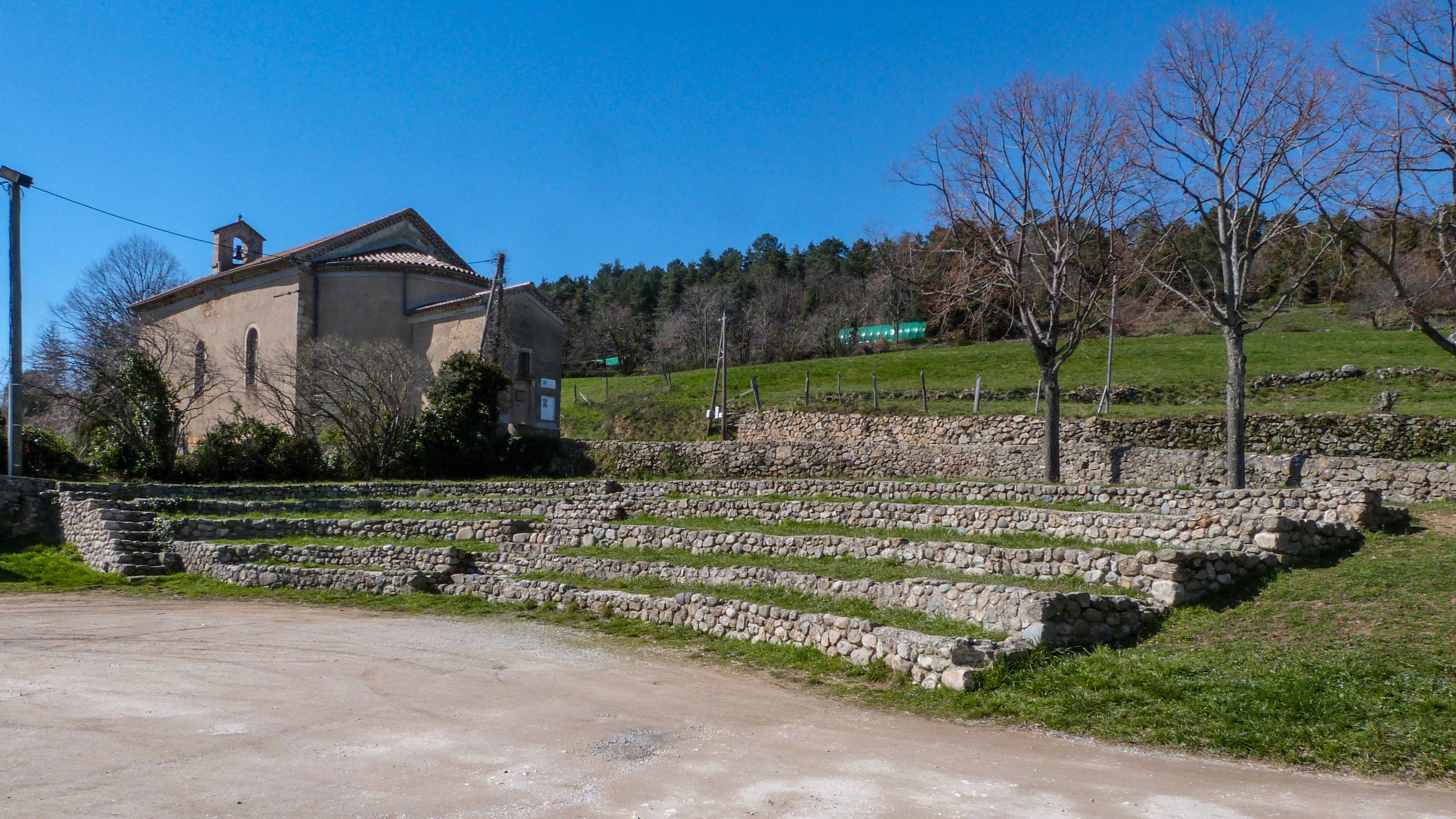
Le théâtre de Verdure André Chave.

### Manifestations culturelles
La commune de Saint-Michel-de-Chabrillanoux accueille le festival de la Chabriole depuis 1968, lors de la fête du village, le troisième week-end de Juillet, avec par exemple des groupes comme Boulevard des Airs , Tryo ou Un air de Famille et attire 3500 personnes en  moyenne.

### Personnalités liées à la commune
- Paul Sabatier, historien, pasteur et théologien protestant (1858-1928).

### Héraldique
|  | Saint-Michel-de-Chabrillanoux possède des armoiries dont l'origine et le blasonnement exact ne sont pas disponibles. |